# Límni Saltíni
Límni Saltíni är en sjö i Grekland.   Den ligger i regionen Västra Grekland, i den centrala delen av landet, 280 km väster om huvudstaden Aten. Límni Saltíni ligger 1 meter över havet. Arean är 0,11 kvadratkilometer. == Kommentarer ==
1. ↑  Framräknat ur höjduppgifter (DEM 3") från Viewfinder Panoramas.[2] Mer om algoritmen finns här: Användare:Lsjbot/Algoritmer.